# فان همفريز
فـان همفريز (بالإنجليزية: Van Humphries)‏ هو لاعب اتحاد الرغبي أسترالي، ولد في 8 يناير 1976 في موري في أستراليا.

## وصلات خارجية
- فـان همفريز على موقع ItsRugby.co.uk (الإنجليزية)